# John Henry Fitzgerald
John Henry Fitzgerald (31 de janeiro de 1876 Keene, New Hampshire — 26 de junho de 1945), era um homem alto, de constituição pesada e mãos grandes, destacando-o de muitos outros. Nos seus tempos mais jovens, Fitzgerald, ou "Fitz", como era carinhosamente conhecido, passava grande parte do tempo como lutador de boxe muito antes de se usar luvas de boxe.
Desenvolvendo interesse em armas de fogo desde tenra idade, Fitzgerald tornou-se um campeão de tiro e desenvolveu boas relações com policiais que conheceu. Fitz preferiu os revólveres da Colt, especialmente o "New Service", a todos os outros e tornou-se bastante hábil em melhorar suas ações ajustando as molas, polindo e modificando as peças internas. Em 1918, ele se tornou bastante conhecido e foi contratado como vendedor pela Colt Firearms.

## Realizações
Fitzgerald desenvolveu seu conceito de revólver de cano curto em meados da década de 1920, quando, como funcionário da Colt Firearms, ele converteu um revólver Colt Police Positive Special, em seu primeiro "Fitz Special". Mais tarde, ele converteu dois revólveres Colt New Service da mesma maneira, e era conhecido por carregar o par nos bolsos da frente.
Fitz também era um New York State Trooper, instrutor de armas de fogo da polícia e especialista em armas de fogo. Em 1930, ele publicou um livro intitulado Shooting, defendendo fortemente seu conceito de revólver de cano curto, além de outros tópicos de técnicas e táticas de tiro com pistola. Ele desenvolveu o famoso "Colt Police Silhouette Target" em uma época em que a maioria dos atiradores ainda usava alvos redondos, e foi pioneiro e forte defensor do "Tiro Prático".
Fitz também cunhou a seguinte frase:
Tiro prático é colocar suas balas num corpo humano de tal maneira que os ditos humanos serão incapazes de atirar em você. A penalidade por não conseguir fazer isso é a perda da sua própria vida.— John Henry Fitzgerald

## Galeria

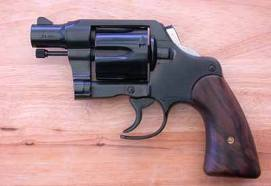
A criação de "Fitz", o FitzGerald Special
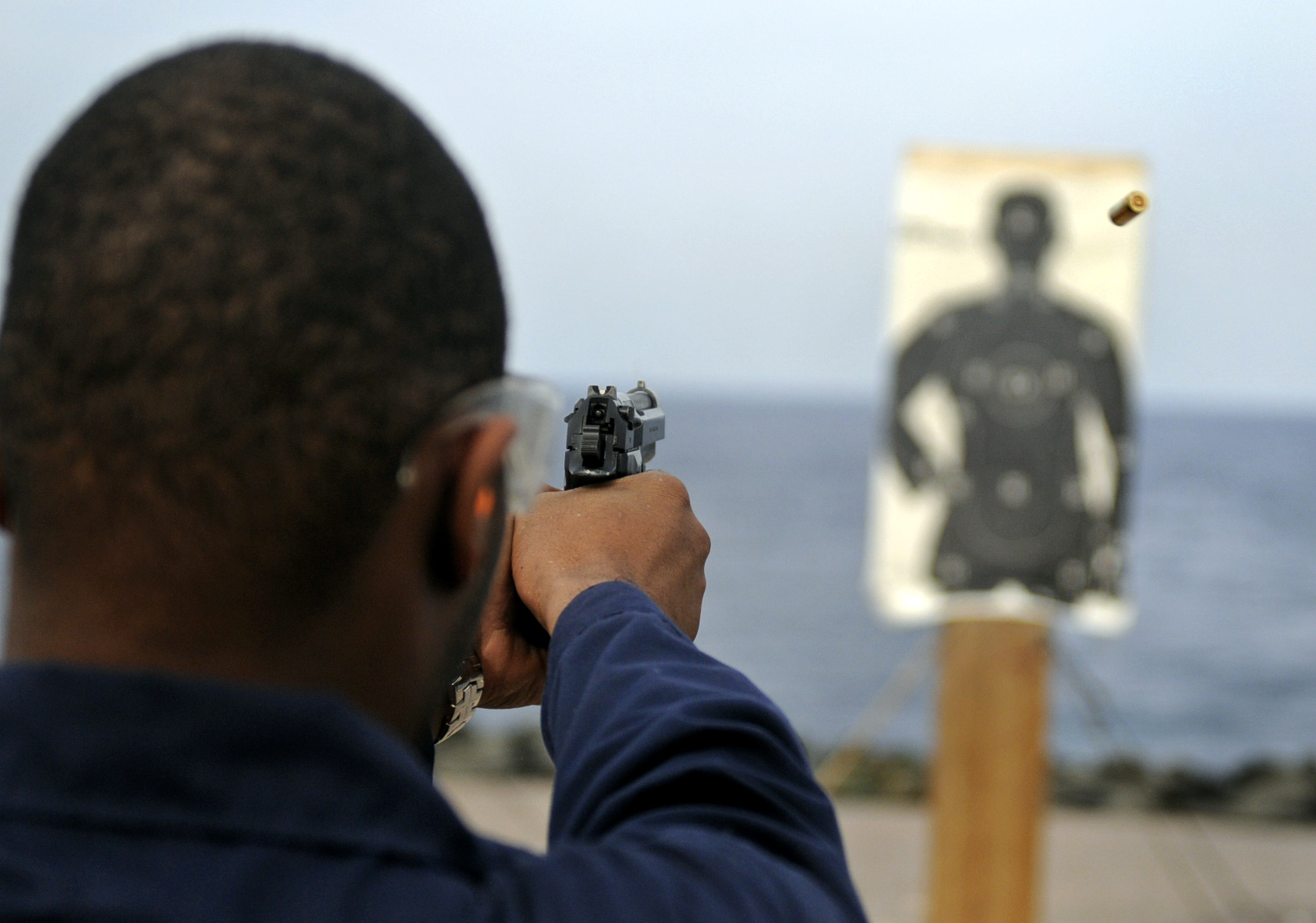
Um marinheiro treinando tiros em um "Colt Police Silhouette Target", proposto e defendido por "Fitz"